# آرمن گس
آرمن گس (ارمنی: Արմէն Գէս؛ زادهٔ ۱۹۲۰ - درگذشته ۷ نوامبر ۲۰۰۶) یک شاعر و مترجم ارمنی‌تبار اهل ایران بود.

## زندگی‌نامه
وی با نام اصلی وارتگس یرواندی فرانگیان (ارمنی: Վարդգէս Երվանդի Ֆրանգեան) (Վարդգես Ֆրանգյան) در ۱۹۲۰ در ایروان به دنیا آمد .  وی در ۷ نوامبر ۲۰۰۶ در سن ۸۶ سالگی در لس آنجلس درگذشت.

## آثار
- Երեք օր : [Բանաստեղծություններ] (Թեհրան: Նաիրի, 1978) (103 էջ: 1 թ. դիմանկ. ; 21 սմ) (Հայ գրականություն -- Պոեզիա)